# SAP Business ByDesign
SAP Business ByDesign en un sistema de planificación de recursos empresariales y software empresarial integrado completamente bajo la tecnología on-demand. El producto fue diseñado por SAP AG para pequeñas y medianas empresas. Es entregado totalmente en línea, ofrecido como software como servicio (SaaS). SAP Business ByDesign está disponible en todo el mundo abarcando múltiples lenguajes, monedas y conversiones contables. Es gestionado, monitoreado y mantenido por SAP a través de ciclos continuos de actualización. El sistema está localizado para más de 35 países y está previsto para organizaciones con sobre 8.000 usuarios.

## Historia
El 2003, exactamente 10 años después de ser conocido SAP R/3, SAP comenzó a diseñar una nueva arquitectura de datos llamada primero "Ether" y después "Enterprise SOA". Se demoró cuatro años desarrollando SAP Business ByDesign (SAP ByD) como su nuevo producto ERP. SAP anunció SAP ByD el 19 de septiembre de 2007 durante un evento en Nueva York. La solución fue conocida como "A1S".
SAP ByD está disponible actualmente para ejecutarse en la base de datos de HANA, la migración de plataforma se extenderá a adoptar toda la potencia, extensibilidad y aplicación de la plataforma de control de HANA. Ejecutivos y analistas recientemente entrevistados y artículos dan fe de la importancia estratégica de SAP ByD como parte de la cartera de productos Cloud de SAP y la plataforma HANA.

## Software como Servicio (SaaS)
SAP Business ByDesign es ofrecido como SaaS por SAP. La solución puede ser corrida en un computador con conexión a internet y un navegador, mientras que el software y la información son almacenados en un servidores host. Las soluciones empresariales son entregadas como un servicio on-demand a través de una conexión segura de internet y un navegador web estándar. Además, como es un servicio SaaS tiene una tarifa por uso (pay-per-use) en vez de una inversión inicial.

## Visión general de la solución
La solución SAP Business ByDesign está diseñado para realizar un seguimiento de los procesos de negocio de extremo a extremo a través de los siguientes escenarios (contempladas en SAP como "módulos"):
- Gestión de Relación con los Clientes (CRM): Este módulo contiene los procesos de comercialización, ventas y servicios.

- Gestión Financiera (FI): Este módulo ayuda a las compañías con una visión única y actualizada de su estado financiero integrando los procesos empresariales y financieros que contienen contabilidad financiera, de gestión y gestión de flujos efectivos de negocios.

- Gestión de Proyectos (PS): Este módulo contiene una solución integrada para gestionar proyectos. Permite gestionar a través de recursos, tiempos, costos, etc.

- Gestión de Cadena Logística (SCM): Este módulo cubre la gestión de la cadena de suministro de instalación, planificación y control de la cadena de suministro y almacenamiento de fabricación y logística.

- Gestión de Relación con los Proveedores (SRM): Este módulo contiene la gestión organizacional, recursos humanos, y el autoservicio del empleado.

- Gestión de Recursos Humanos (HCM): This module spans organizational management, human resources, and employee self-service.

- Apoyo a la Gestión Ejecutiva: Este módulo está orientado a potenciar la gestión de un mayor control sobre el negocio y una mejor toma de decisiones. Con el análisis en tiempo real a medida, se le permite a los administradores hacer un seguimiento preciso de los aspectos más importantes del negocio.

- Gestión de Conformidad: Este módulo ayuda a las empresas a mantener el cumplimiento con el cambio de las leyes y reglamentos y para cumplir con las normas reglamentarias.

## Características Clave
- Se suministra on-demand, mantenido por SAP.
- Diseñado para pequeñas y medianas empresas.
- Subscripciones mensuales con un mínimo de 10 usuarios.[8]
- Incorpora análisis de negocios.
- Incorpora servicios, e-learning y soporte del software.
- Localizado para Australia, Austria, Canadá, China, Dinamarca, Francia, Alemania, India, Italia, México, Países Bajos, Nueva Zelanda, España, Suiza, Reino Unido, Estados Unidos, Japón y Sudáfrica.
- Localizaciones adicionales podrán ser desarrolladas por partners